# Måsøy
Måsøy es un municipio de la provincia de Finnmark, Noruega. Tiene una población de 1241 habitantes según el censo de 2015 y su centro administrativo es Havøysund.
Måsøy fue designado municipio el 1 de enero de 1838. La zona occidental de la isla de Magerøya fue transferida de Måsøy al municipio de Nordkapp el 1 de enero de 1984.
El municipio se encuentra sobre la costa oeste de Finnmark, y comprende trozos de tierra en el continente y numerosas islas de diversos tamaños. La mayoría de la población se encuentra radicada en Havøysund, pero también hay pequeñas cabañas desperdigadas por las islas y en las zonas de fiordos, especialmente Snefjord, Kokelv, Ingøy, Rolvsøy, y Måsøy. El faro de Fruholmen es el faro que se encuentra más al norte en toda Noruega. 
El punto más elevado es Gardevarri, a 634 m sobre el nivel del mar.